# Матильда (фильм, 2022)
«Матильда» (англ. Matilda; также Roald Dahl's Matilda the Musical) — музыкальный фильм в жанре фэнтези, основанный на одноимённом детском романе Роальда Даля 1988 года и мюзикле 2010 года, вторая экранизация книги после фильма 1996 года. В Великобритании фильм вышел на экраны 2 декабря 2022 года, в США — 9 декабря, на Netflix — 25 декабря.

## Сюжет
Главным героем является девочка Матильда, вундеркинд. С ней плохо обходятся в семье, и она посещает школу, которой управляет жёсткая директриса мисс Транчбулл. Девочка находит родственную душу в лице своей учительницы, мисс Хани.

## В ролях
- Алиша Вейр — Матильда Вормвуд[англ.]
- Эмма Томпсон — мисс Транчбулл[англ.]
- Лашана Линч — мисс Хани
- Стивен Грэм — мистер Вормвуд
- Андреа Райсборо — миссис Вормвуд
- Синду Ви[англ.] — миссис Фелпс
- Лорен Александра — акробатка
- Карл Спенсер — Магнус (иллюзионист)
- Миша Гарбетт — Гортензия
- Чарли Ходсон — Брюс Богтроттер
- Руди Гибсон — одноклассник Матильды
- Мэйси Мардл — одноклассница Матильды
- Маккензи Брюстер — одноклассница Матильды

## Музыкальные номера
| Номер | Оригинальное название  | Перевод                 | Исполняют                                         |
| ----- | ---------------------- | ----------------------- | ------------------------------------------------- |
| 1     | Miracle                | Чудо                    | Врач, мистер и миссис Вормвуд, Матильда, ансамбль |
| 2     | Naughty                | Проказница              | Матильда                                          |
| 3     | School Song            | Школьная песня          | Гортензия, старосты и другие дети                 |
| 4     | The Hammer             | Молот                   | Мисс Транчбулл, мисс Хани, дети                   |
| 5     | Naughty (Reprise)      | Проказница (реприза)    | Матильда                                          |
| 6     | Chokey Chant           | Песня про Душилку       | Дети                                              |
| 7     | Bruce                  | Брюс                    | Матильда, дети                                    |
| 8     | When I Grow Up         | Когда я подрасту        | Матильда, мисс Хани, дети                         |
| 9     | I'm Here               | Я здесь                 | Матильда, иллюзионист                             |
| 10    | The Smell of Rebellion | Запах восстания         | Мисс Транчбулл                                    |
| 11    | Quiet                  | Тишина                  | Матильда                                          |
| 12    | My House               | Мой дом                 | Мисс Хани, иллюзионист                            |
| 13    | Revolting Children     | Бунтующие дети          | Брюс, Гортензия, дети                             |
| 14    | Still Holding My Hand  | Все еще держишь за руку | Мисс Хани, Матильда, дети, ансамбль               |

## Производство
В июне 2016 года Тим Минчин сообщил, что в разработке находится экранизация мюзикла «Матильда». Он заявлял, что она «вероятно будет снята в ближайшие 4 или 5 лет». Мара Уилсон, которая ранее играла главную роль в фильме 1996 года, выразила заинтересованность в том, чтобы сыграть эпизодическую роль в новой картине. 15 ноября 2013 года стало известно, что Мэтью Уорчас и Деннис Келли, которые работали над оригинальным мюзиклом, будут участвовать в проекте. 28 января 2020 года стало известно, что производством фильма займётся компания Working Title Films, а Netflix и Sony Pictures Releasing выступят дистрибьюторами.
4 мая 2020 года Рэйф Файнс получил роль мисс Транчбулл, однако 14 января 2021 года было объявлено, что директрису сыграет Эмма Томпсон. Также было сообщено, что Лашана Линч выбрана на роль мисс Хани, а Алиша Вейр — на роль Матильды. Режиссёр сказал, что это было «незабываемое прослушивание». Более 200 детей были выбраны на роль остальных учеников школы. В апреле 2021 года стало известно, что Стивен Грэм, Андреа Райсборо и Синду Ви присоединятся к актёрскому составу в ролях мистера Вормвуда, миссис Вормвуд и миссис Фелпс соответственно.
Съёмки фильма должны были пройти с августа по декабрь 2020 года в Шеппертоне, но из-за пандемии COVID-19 они начались лишь 3 мая 2021 года в Ирландии.
15 ноября 2013 года Тим Минчин, написавший песни для мюзикла, вёл переговоры о создании новых песен для фильма. В 2020 году его участие в проекте было подтверждено.
15 июня 2022 года вышел тизер-трейлер фильма.

## Критика
На сайте-агрегаторе рецензий Rotten Tomatoes фильм имеет рейтинг 92 % со средней оценкой 7,7 из 10 на основе 83 отзывов.
Джастин Чанг из Los Angeles Times похвалил режиссёра, сценариста и композитора. Хелен О’Хара из Empire дала картине 3 звезды из 5 и отметила хорошую игру Алиши Вейр. Питер Маркс из The Washington Post поставил фильму 3 с половиной звёзд и остался доволен работой хореографа Эллен Кейн. Питер Брэдшоу из The Guardian заявил, что «радостно хитрые комедийные родственные души Томпсон и Минчина собираются вместе, чтобы сформировать основу озорства в фильме».